# Arhopala anila
Arhopala anila är en fjärilsart som beskrevs av De Niceville 1896. Arhopala anila ingår i släktet Arhopala och familjen juvelvingar. Inga underarter finns listade i Catalogue of Life.